# Hans Prøsch
Hans Prøsch (* 27. März 1978) ist ein früherer norwegischer Biathlet.
Hans Prøsch startete international erstmals bei den Junioren-Weltmeisterschaften 1997 in Forni Avoltri und wurde 64. im Einzel. Ein Jahr später kam er in Jericho auf die Plätze 15 im Einzel und fünf im Sprint. Erstes Großereignis bei den Männern wurden die Biathlon-Europameisterschaften 2002 in Kontiolahti. Der Norweger wurde 30. des Sprints, 24. der Verfolgung und mit Geir Ole Steinslett, Jon Kristian Svaland und Hans Martin Gjedrem Achter des Staffelrennens, wobei Prøsch mit zwei Strafrunden maßgeblich eine besser Platzierung verhinderte. Bei der Militär-Skiweltmeisterschaft 2004 in Östersund wurde er 39. des Sprints. Daneben startete er immer wieder im Europacup. Zweimal konnte er 2003, zunächst bei einem Verfolgungsrennen beim Saisonauftakt in Geilo, danach nochmals in Obertilliach in einem Einzel, mit vierten Rängen beinahe Podiumsplatzierungen erreichen. Schon zum Auftakt der Vorsaison wurde er in Ål Vierter eines Einzels.
Auch national konnte Prøsch Erfolge erreichen. 1998 wurde er bei den Meisterschaften mit Tommy Olsen, Helge Sveen und Jon Per Nygaard als Vertretung Nord-Østerdals Vizemeister im Mannschaftswettbewerb. 2001 kam er in Ål an der Seite von Nygaard, Kristian Lund Vang und Olsen auf den dritten Staffelrang und gewann 2005 mit Rune Skog, Terje Aune und Rune Morten Johansen nochmals, nun mit der Staffel, eine Silbermedaille. Daneben trat er auch im Skilanglauf bei norwegischen Meisterschaften wie auch in FIS-Rennen an.